# Мечеть Сиди Ганем
Мечеть Сиди Ганем(араб. مسجد الباي محمد عثمان الكبير‎) — историческая мечеть в городе Мила в Алжире.

## История
До завоевания Магриба мусульманами в VII веке, в здании будущей мечети была православная церковь. В 678 году Динар Абу Мухаджер обратил церковь в мечеть. Долгое время мечеть носила, в честь своего основателя, имя Динара Абу Мухаджера, но позднее была переименована в честь мусульманского праведника из Орана Сиди Ганема. 
После завоевания Алжира французами в 1830 году в здании были размещены конюшни кавалерийского подразделения Французской армии — Африканские охотники. В настоящее время в здании проходят реставрационные работы. 

## Первая мечеть в Магрибе
Мечеть Сиди Ганем считается второй мечетью построенной в Магрибе после Великой мечети Кайруана. Но, по версии Хокину Таутау из Алжирского национального центра доисторических, антропологических и исторических исследований, эта мечеть на самом деле первая из построенных в Магрибе.